# Echinostomata
Sous-ordre
Les Echinostomata forment un sous-ordre de trématodes de l'ordre des Plagiorchiida, et comportent plus d'un millier d'espèces.

## Taxinomie
Ce sous-ordre comprend les familles suivantes[réf. nécessaire] :
- super-famille Echinostomatoidea
  - Calycodidae Dollfus, 1929
  - Cathaemasiidae Fuhrmann, 1928
  - Cyclocoelidae Stossich, 1902
  - Echinostomatidae Looss, 1899
  - Eucotylidae Cohn, 1904
  - Fasciolidae Railliet, 1895
  - Philophthalmidae Looss, 1899
  - Psilostomidae Looss, 1900
  - Rhopaliidae Looss, 1899
  - Rhytidodidae Odhner, 1926
  - Typhlocoelidae Harrah, 1922